# Trauma psicológico

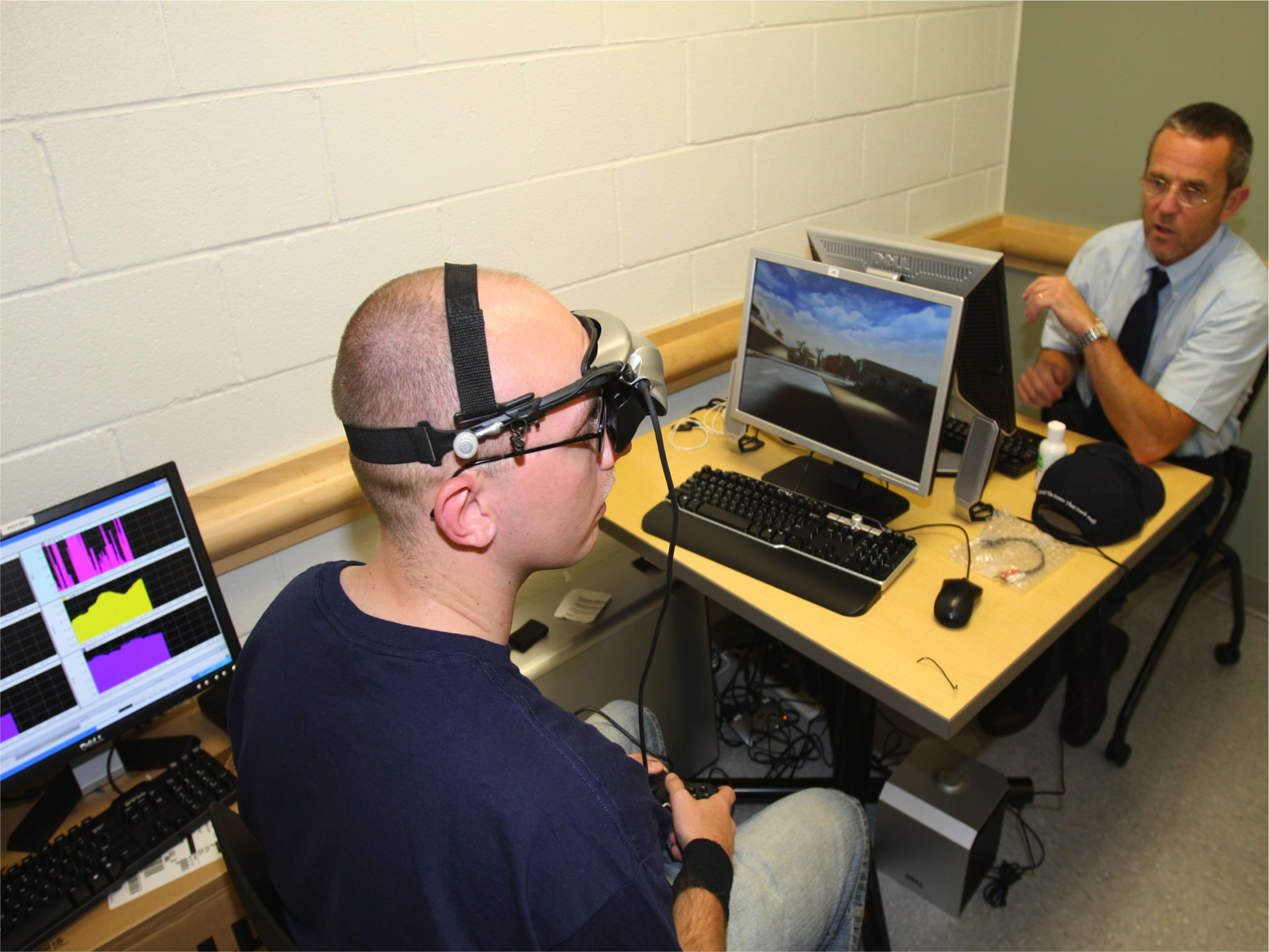
Programa de treinamento de biofeedback para sintomas de estresse pós-traumático.

O trauma psicológico é um dano à mente que ocorre como resultado de um evento angustiante. O trauma geralmente é o resultado de uma grande quantidade de estresse que excede a capacidade de enfrentamento ou de integrar as emoções envolvidas nessa experiência.
Como o trauma difere entre os indivíduos, de acordo com suas experiências subjetivas, as pessoas reagem a eventos traumáticos semelhantes de maneiras diferentes. Em outras palavras, nem todas as pessoas que experimentam um evento potencialmente traumático se tornam psicologicamente traumatizadas. No entanto, é possível que algumas pessoas desenvolvam transtorno de estresse pós-traumático após serem expostas a um evento traumático relevante.
Essa discrepância na taxa de risco pode ser atribuída ao fator de proteção que alguns indivíduos podem ter que lhes permita lidar com o trauma; eles estão relacionados a fatores temperamentais e ambientais entre outros. Alguns exemplos são características de resiliência e também a busca ativa por ajuda.

## Sinais e sintomas
As pessoas que passam por experiências extremamente traumáticas geralmente apresentam certos sintomas e problemas posteriormente. A gravidade desses sintomas depende da pessoa, do tipo de trauma envolvido e do apoio emocional que recebem de outras pessoas. A gama de reações e sintomas do trauma pode ser ampla e variada além de diferir em gravidade de pessoa para pessoa. Um indivíduo traumatizado pode experimentar um ou vários sintomas.
Consequentemente, sentimentos intensos de raiva podem surgir com frequência, às vezes em situações inadequadas ou inesperadas, pois o perigo pode sempre estar presente devido à re-experiência de eventos passados. Memórias perturbadoras como imagens, pensamentos ou  flashback s podem assombrar a pessoa e ter pesadelos pode ser frequente. Pode ocorrer insônia à medida que medos e inseguranças ocultos mantêm a pessoa vigilante e atenta ao perigo, dia e noite. O trauma não causa apenas mudanças nas funções diárias, mas também pode levar a mudanças morfológicas. Tais mudanças epigenéticas podem ser passadas para a próxima geração, tornando a genética um dos componentes do trauma psicológico. No entanto, algumas pessoas nascem com ou mais tarde desenvolvem fatores de proteção, como genética e sexo, que ajudam a diminuir o risco de trauma psicológico.
A pessoa pode não se lembrar do que realmente aconteceu, enquanto as emoções experimentadas durante o trauma podem ser reexperimentadas sem que a pessoa entenda o motivo (veja Memória reprimida). Isso pode levar a que os eventos traumáticos sejam vivenciados constantemente como se estivessem acontecendo no presente, impedindo que o sujeito ganhe uma perspectiva da experiência. Isso pode produzir um padrão de períodos prolongados de excitação aguda, pontuados por períodos de exaustão física e mental. Isso pode levar a distúrbios de saúde mental como  estresse agudo e transtorno de ansiedade, sofrimento traumático, Transtorno de somatização, Transtorno de conversão, Transtorno Psicótico Breve, transtorno de personalidade limítrofe, distúrbio de ajuste etc.
Algumas pessoas traumatizadas podem se sentir permanentemente danificadas quando os sintomas do trauma não desaparecem e não acreditam que sua situação melhore. Isso pode levar a sentimentos de desespero, ideação paranóica transitória, perda de auto-estima, vazio profundo, suicidalidade e, com freqüência,  depressão. Se aspectos importantes do eu e da compreensão do mundo da pessoa foram violados, a pessoa pode questionar sua própria identidade.  Muitas vezes, apesar de seus melhores esforços, os pais traumatizados podem ter dificuldade em ajudar seu filho com a regulação emocional, atribuição de significado e contenção do medo pós-traumático após a traumatização da criança, levando a conseqüências adversas para a criança.

## Causas

### Trauma situacional
O trauma pode ser causado por desastres artificiais, tecnológicos e naturais,a resposta ao trauma psicológico pode variar com base no tipo de trauma, bem como em fatores sociodemográficos e antecedentes. incluindo guerra, abuso, violência, acidentes mecanizados (acidentes de carro, comboio, avião, etc.) ou emergências médicas.

### Na psicanálise
O neurologista francês Jean-Martin Charcot, argumentou na década de 1890 que o trauma psicológico era a origem de todos os casos da doença mental conhecida como histeria. A "histeria traumática" de Charcot geralmente se manifesta como uma paralisia que se seguiu a um trauma físico, tipicamente anos depois do que Charcot descreveu como um período de "incubação". Sigmund Freud, aluno de Charcot e pai da psicanálise, examinou o conceito de trauma psicológico ao longo de sua carreira. Jean Laplanche deu uma descrição geral do entendimento de Freud sobre o trauma, que variou significativamente ao longo da carreira de Freud: "Um evento na vida do sujeito, definido por sua intensidade, pela incapacidade do sujeito de responder adequadamente a ele e pelos transtornos e efeitos duradouros que isso provoca na organização psíquica ".
O psicanalista francês Jacques Lacan afirmou que o que ele chamou de "O Real" tinha uma qualidade traumática externa à simbolização. Como objeto de ansiedade, Lacan sustentou que o Real é "o objeto essencial que não é mais um objeto, mas esse algo diante do qual todas as palavras cessam e todas as categorias fracassam, o objeto de ansiedade  por excelência '". .

### Transtornos de estresse
Todos os traumas psicológicos se originam do estresse, uma resposta fisiológica a um estímulo desagradável. O estresse a longo prazo aumenta o risco de problemas de saúde mental e distúrbios mentais, que podem ser atribuídos à secreção de glicocorticóides por um longo período de tempo. Essa exposição prolongada causa muitas disfunções fisiológicas, como a supressão do sistema imunológico e aumento da pressão arterial. Não só afeta o corpo fisiologicamente, mas também ocorre uma mudança morfológica no hipocampo. Estudos mostraram que o estresse extremo no início da vida pode atrapalhar o desenvolvimento normal do hipocampo e afetar suas funções na idade adulta. Estudos certamente mostram uma correlação entre o tamanho do hipocampo e a suscetibilidade de alguém a distúrbios de estresse. Em tempos de guerra, o trauma psicológico era conhecido como fadiga de combate. O trauma psicológico pode causar uma Reação aguda ao estresse que pode levar ao transtorno de estresse pós-traumático. O TEPT emergiu como o rótulo para essa condição após a Guerra do Vietnã, na qual muitos veteranos retornaram a seus respectivos países desmoralizados e, às vezes, viciados em substâncias psicoativas. Os sintomas do TEPT devem persistir por pelo menos um mês para o diagnóstico. Os principais sintomas do TEPT consistem em quatro categorias principais: trauma (ou seja, medo intenso), revivificação (ou seja, flashbacks), comportamento de prevenção (ou seja, entorpecimento emocional) e hipervigilância (ou seja, verificação contínua do ambiente em busca de perigo). Pesquisas mostram que cerca de 60% da população dos EUA relatou ter experimentado pelo menos um sintoma traumático em suas vidas, mas apenas uma pequena proporção realmente desenvolve TEPT. Existe uma correlação entre o risco de TEPT e se o ato foi ou não infligido deliberadamente pelo infrator.